# 緑一色
緑一色（リューイーソー）とは、麻雀における役のひとつ。役満。     だけを使って和了ったときに成立する。副露してもよい。その名が示す通り、手牌すべてを緑色以外の色を使っていない牌で統一した和了形である。なお、も緑色以外の色を使っていない牌に該当するが緑一色には使えない。

## 概要
使用できる牌は     の6種に限られる。したがって七対子形では作れない（七対子の4枚使いを認める場合はこの限りではない）。の順子でチーが可能である（チーして作ることができる役満は、ローカル役を除けば他に小四喜と大三元しかなく、どちらも役に関係のない部分でしかチーできないので、緑一色は役に関係するチーが可能な唯一の役満である）。大抵の場合副露して和了に向かうことになるが、字牌系の役満にも劣らぬ派手な副露になって、少なからず警戒されることもある。最終形が高目・安目のある形になることもあり、待ちや待ちなどで安目に出た場合はただの混一色（もしくは清一色）になってしまう落差の激しい役でもある。難易度は高いものの理論上は四暗刻・四槓子・天和・地和との複合がありうる。
同じ6種限定の役満には清老頭があるが、緑一色と清老頭を比較した場合の頻度の差についての詳細は清老頭を参照のこと。

## 歴史
元々の中国ルール・日本ルールには存在せず、アメリカ西海岸で考案され逆輸入された役である。日本では大正13年の書籍『麻雀必勝法』に「一總緑」として記載、昭和11年に大日本麻雀連盟がこの役を採用している。緑一色という名称も英名のAll Greenを訳したもので、そのままカタカナでオールグリーンと別称されることもある。古くは「全緑」「総緑」とも呼ばれた。また、一説には潜水艦が潜行するとき艦内の照明が緑の蛍光灯（Goサイン）になることから考案された役とも言われている。なお、アメリカ発祥の役はこの他に七対子がある。

### 發の有無
ルールによっては、を対子または刻子で使うことを緑一色の必須条件としている場合がある。緑一色が日本に入ってきた当初はが必須とし、のみで構成された手（いわゆるなし緑一色）は単なる断么九・清一色として取り扱っていたこともあった。戦後もこのルールを踏襲して、なし緑一色を緑一色として認めないルールがある。
緑一色が日本に持ち込まれた当時、得点の上限は満貫だった。ありの緑一色は当時から満貫役として扱われていたが、のない形でも清一色と断么九の複合により数え満貫になった。つまりが含まれようと含まれまいと得点は変わらないため、わざわざなしの形を満貫役と定義しておく必要がなかった。ところがその後点数体系がどんどんインフレ化してゆき、タンヤオ清一色の価値が相対的に下がってくると、を含まない形も緑一色として認めるようになり、現在ではの有無を問わないルールのほうが一般的になっている。逆に「を使わない」という条件を課した方が、使える牌種が5種となり難易度が上がるため、なし緑一色をダブル役満とするケースもあった。中国麻雀では緑一色は最高位の88点役に設定されているが、複合役を加算する結果、なし緑一色の方があり緑一色よりも価値が高くなっている。すなわち、ありの場合は緑一色（88点）に混一色（6点）で計94点だが、なしの場合は緑一色（88点）に清一色（24点）と断幺（2点）が加算されて計114点となる。
なお、比較的よく知られたローカル役満である一色四順にとっては唯一の複合可能役である。また、そうなった場合は緑一色の構成する牌の種類が最少の4種になる。牌姿は門前であれば4枚使いによる二盃口の断么九・清一色もしくは混一色となる。

## 牌姿の例
（例）緑一色が確定しているケース
のシャンポン待ち。
（例）高目と安目があるケース
のリャンメン待ち。なら緑一色で役満（子32000/親48000点）だが、安目のでは緑一色にならず、単なる混一色の2飜30符(子2000/親2900点)にしかならない。この牌姿では、高目と安目の差は実に16倍である。
（例）変則待ちのケース
待ちはとだが、では緑一色にならない。この牌姿では、の槓（暗槓または大明槓）で安目の待ちを消すことができる。あるいは、引き・ポン・ポン・ポンのいずれかからを切ることで、緑一色の確定する形に受け変えることができる。なお引きや引きからを切っても、前者では、後者ではが待ちに含まれるため緑一色確定とはならない。この例の他にも、緑一色が確定しない変則待ちは数多くのパターンがある。
（例）のないケース
のシャンポン待ち。ナシ緑一色を認めない場合、この手はチンイツタンヤオ対々和の倍満となる。

## 何を切っても役満聴牌
麻雀クイズなどで、「（槓および副露のない状態で）何を切っても役満確定の聴牌となる牌姿を作れ」という問題が出されることがある。正解は46種類あるが、うち45種類はほぼ同じものなので大きく分けて2つある。そのうちの1つが緑一色に絡んだ下図の牌姿である。
ここからどの牌を切っても嵌の聴牌となる（またはの代わりにを使った形は、を切った場合にの他に役満にならないの待ちがある）。この問題は1970年代に山川肇という人物によって考案されたものと言われており、片山まさゆきが同じ牌姿を『スーパーヅガン』の作中で使っている。
なお、もう1つは四喜和が絡んだ牌姿であり、下図がその一例であるが、数牌の部分は搭子を形成していれば何でも構わない（萬子・筒子・索子のうちいずれか1種類につき、両門・辺張が1･2～8･9の8通り、嵌張が1･3～7･9の7通りの計15通りなので、3種類全てで45通りある）。
この牌姿例では、風牌のどれかを切れば 両門待ちの小四喜、数牌を切ればもう一方の数牌の単騎待ちで大四喜かつ四暗刻単騎となる。